# Marcos Pereira
Marcos Pereira (n. Linhares, 4 de abril de 1972) es un pastor neocarismático, abogado y político brasileño. Es Presidente Nacional del Partido Republicano Brasileño desde 2011 y Diputado Federal de São Paulo desde 2019. Fue  Vicepresidente de la Cámara de Diputados y de la Mesa del Congreso Nacional de 2019 a 2021, Ministro de Industria, Comercio Exterior y Servicios entre 2016 y 2018.

## Biografía
Nació el 4 de abril de 1972 a Linhares (Brasil).

### Carrera
En 1995 se convirtió en director administrativo y financiero de RecordTV en Río de Janeiro, hasta 1999. En 1999 se convirtió en director de Rede Mulher.
En 2003, se convirtió en vicepresidente de RecordTV, hasta 2009.
En 2005, obtuvo el título de abogado en la Universidad Paulista de São Paulo. Posteriormente, completó una licenciatura con honores en derecho y procedimiento penal en la Universidad Presbiteriana Mackenzie.
En 2011, se convirtió en pastor de la Iglesia Universal del Reino de Dios y fue elegido Presidente Nacional del Partido Republicano.
En 2016 asumió como Ministro de Industria, Comercio Exterior y Servicios hasta 2018.
En 2019 asumió como vicepresidente primero de la Cámara de Diputados y de la Mesa del Congreso Nacional hasta 2021.
En 2019 se convirtió en Diputado Federal de São Paulo..